# Ottorino Mezzalama
 (novembre 2019).
Si vous disposez d'ouvrages ou d'articles de référence ou si vous connaissez des sites web de qualité traitant du thème abordé ici, merci de compléter l'article en donnant les références utiles à sa vérifiabilité et en les liant à la section « Notes et références ».
Ottorino Mezzalama (né le 25 septembre 1888 à Bologne, en Émilie-Romagne, et mort le 23 février 1931) est un alpiniste italien, considéré comme le père du ski de randonnée en Italie.

## Biographie
Originaire de l'Émilie-Romagne, Ottorino Mezzalama déménage ensuite à Turin, en raison de son activité.
Il fait la première ascension du mont Blanc avec les skis en 1927, en compagnie d'Ettore Santi.
Il meurt sous une coulée de neige le 23 février 1931, en descendant du refuge Gino Biasi (au Haut-Adige), avec Domenico Mazzocchi.

## Mémoire
Le refuge Ottorino Mezzalama, situé dans le haut val d'Ayas (en Vallée d'Aoste), a été bâti en souvenir de cet alpiniste, aussi bien que le trophée Mezzalama, une compétition de ski de randonnée ayant lieu sur le massif du mont Rose.